# Mahala Wynns
Mahal Wynns (ur. 8 października 1948 na wyspie Wielki Turk), polityk, wicegubernator Turks i Caicos od 9 sierpnia 2006. Pełniąca dwukrotnie obowiązki gubernatora Turks i Caicos, w 2005 oraz w 2008.
Mahala Wynns jest drugą kobietą, zajmująca stanowisko gubernatora wysp. Po raz pierwszy funkcję gubernatora pełniła od 21 czerwca 2005 do 11 lipca 2005. 9 sierpnia 2006 została mianowana wicegubernatorem. 16 lipca 2008, po wyjeździe gubernatora Richarda Tauwhare, po raz drugi objęła przejściowo stanowisko gubernatora, które będzie pełnić do czasu przyjazdu i objęcia funkcji przez Gordona Wetherella.